# Antena fractal
Antena fractal é uma antena que usa um desenho fractal auto-similar para maximizar seu comprimento, ou perímetro de material que recebe ou transmite radiação eletromagnética através de uma área, superfície ou volume determinado.
As antenas fractais são mais versáteis que as antenas comuns, no sentido que operam bem em diversas frequências, ao contrários das antenas comuns que costumam operar bem apenas para uma faixa de frequências estreita para a qual são projetadas.